# Giro del Belgio 1908
Il Giro del Belgio 1908, prima storica edizione della corsa, si svolse in sei tappe per un totale di 1 067 km e fu vinto dal francese Lucien Petit-Breton.

## Tappe
| Tappa  | Data   | Percorso             | km    | Vincitore di tappa  | Leader cl. generale |
| ------ | ------ | -------------------- | ----- | ------------------- | ------------------- |
| 1      |        | Bruxelles > Anversa  | 177   | Lucien Petit-Breton |                     |
| 2      |        | Anversa > Ostenda    | 155   | Gustave Garrigou    |                     |
| 3      |        | Ostenda > Roubaix    | 172   | Gustave Garrigou    |                     |
| 4      |        | Roubaix > Namur      | 153   | Lucien Petit-Breton |                     |
| 5      |        | Namur > Verviers     | 220   | Lucien Petit-Breton |                     |
| 6      |        | Verviers > Bruxelles | 190   | Lucien Petit-Breton | Lucien Petit-Breton |
| Totale | Totale | Totale               | 1 067 |                     |                     |

## Classifiche finali

### Classifica generale
| Pos. | Corridore           | Squadra     | Tempo      |
| ---- | ------------------- | ----------- | ---------- |
| 1    | Lucien Petit-Breton | Peugeot     | 36h47'32"  |
| 2    | Gustave Garrigou    | Peugeot     | a 1h16'05" |
| 3    | Eugène Platteau     | Alcyon      | a 1h23'30" |
| 4    | Émile Georget       | Peugeot     | ?          |
| 5    | Robert Wancour      | Individuale | ?          |
| 6    | Henri Cornet        | Griffon     | ?          |
| 7    | Goerges Paulmier    | Griffon     | ?          |
| 8    | Aloïs Catteau       | Individuale | ?          |
| 9    | Vincent D'Hulst     | Individuale | ?          |
| 10   | Jules Beyens        | ?           | ?          |